# Ducado de Sajonia-Zeitz
El Ducado de Sajonia-Zeitz fue un territorio del Sacro Imperio Romano Germánico desde 1656/57 hasta 1718. Su capital era Zeitz. Era propiedad de la rama albertina de la Casa de Wettin.

## Historia

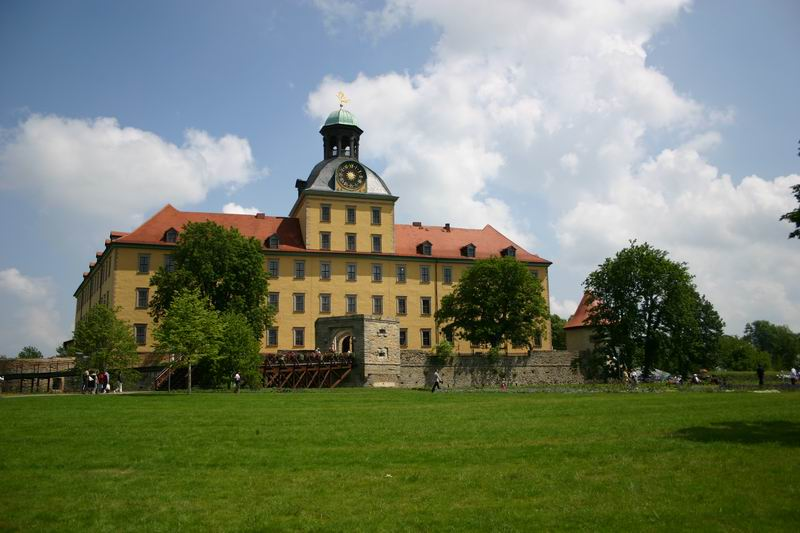
Palacio de Moritzburg en Zeitz.

El Elector Juan Jorge I de Sajonia estipuló en su testamento con fecha 20 de julio de 1652 que sus tres hijos menores deberían recibir sendos principados por secundogenitura. Al morir el elector el 8 de octubre de 1656, sus hijos estipularon un "tratado principal de amistad-hermandad" en Dresde el 22 de abril de 1657 y en un tratado posterior de 1663 delimitaron definitivamente sus territorios y derechos soberanos. Los tratados crearon tres ducados:
- Sajonia-Zeitz,
- Sajonia-Weissenfels y
- Sajonia-Merseburg.

El Príncipe Mauricio, el cuarto hijo mayor, recibió los castillos, ciudades y distritos que habían pertenecido a la Diócesis de Naumburgo y que había sido secularizada en 1562. También obtuvo la ciudad de Schleusingen en 1660, que hasta entonces había sido la residencia del Condado de Henneberg. Mauricio residió en la ciudad de Naumburgo hasta que se terminó de construir el Palacio de Moritzburg en Zeitz.

## Gobernantes
Los únicos gobernantes fueron el Duque Mauricio de Sajonia-Zeitz y su hijo el Duque Mauricio Guillermo de Sajonia-Zeitz.
Esta línea fue la primera de las tres secundogenituras en extinguirse en 1718, cuando el único heredero varón, el príncipe Cristián Augusto, se hizo religioso.

## Familiares
- Dorotea Guillermina de Sajonia-Zeitz (1691-1743), Princesa de Sajonia-Zeitz por nacimiento y por matrimonio Landgravina de Hesse-Kassel.